# ボルトボルズ
ボルトボルズは、松竹芸能所属のお笑いコンビ。

## メンバー
- 弓川信男（ゆみかわ のぶお、1980年8月12日（44歳） - ）

ボケ担当。兵庫県出身、血液型A型、5歳上の姉がいる。以前はタキシード姿だった。未婚で彼女も居ない。(2020年1月現在)
松竹芸能の先輩・小川恵理子宅の近所に住んでいる。
阪神・淡路大震災で被災した際、避難所に酒井くにお・とおるが慰問に来たことがきっかけでお笑いの道を志す。
2020年に個人チャンネル「弓川信男の妄想劇場」を立ち上げ、動画をアップしている。
- 河口 哲（かわぐち あきら、1981年2月9日（44歳） - ）

ツッコミ担当。兵庫県出身、血液型O型、「ホルスタイン河口」という芸名でR-1ぐらんぷりにも出場している。既婚。
ミュージシャン・サカノウエヨースケは小・中学時代の同級生。

## 概要
- 神戸市の定時制工業高校（現在の神戸市立神戸工科高等学校）出身の両者で2000年にコンビ結成。事務所の養成所同期には「安田大サーカス」のクロちゃんがいる。過去にはバラエティー生活笑百科の前説を担当。サイエンスショーにお笑いを融合させた科学実験ショーも披露することがあり[4]、サイエンス演芸師・善ちゃん（北沢善一）とのコラボレーションも行っている。

## 賞レース戦歴

### M-1グランプリ
| 年度             | 結果         | 場所                              | 日程           | エントリー No. | 備考           |
| ---------------- | ------------ | --------------------------------- | -------------- | -------------- | -------------- |
| 2003年（第3回）  | 3回戦進出    | [大阪] NGKスタジオ                | 11月15日（土） |                |                |
| 2004年（第4回）  | 2回戦進出    | [大阪] NGKスタジオ                | 11月6日（土）  |                |                |
| 2005年（第5回）  | 2回戦進出    | [大阪] NGKスタジオ                | 11月3日（木）  |                |                |
| 2006年（第6回）  | 準決勝進出   | [大阪] なんばグランド花月         | 12月10日(日)   |                | 敗者復活戦出場 |
| 2007年（第7回）  | 2回戦進出    | [大阪] ABCホール                  | 11月11日(日)   |                |                |
| 2008年（第8回）  | 3回戦進出    | [大阪] 大阪厚生年金会館芸術ホール | 11月30日(日)   |                |                |
| 2009年（第9回）  | 2回戦進出    | [大阪] HEP HALL                   | 11月13日(金)   |                |                |
| 2010年（第10回） | 準々決勝進出 | [大阪] なんばグランド花月         | 12月4日(土)    |                | 予選50位       |
| 2015年（第11回） | 2回戦進出    | [東京] 雷5656会館ときわホール     | 10月16日(金)   | 497            |                |
| 2016年（第12回） | 3回戦進出    | [京都] よしもと祇園花月           | 10月20日（木） | 1075           |                |

### R-1グランプリ

#### 弓川
- 2012年 2回戦進出
- 2013年 2回戦進出
- 2014年 2回戦進出
- 2015年 3回戦進出
- 2016年 3回戦進出
- 2017年 3回戦進出
- 2018年 準々決勝進出
- 2019年 3回戦進出
- 2020年 準決勝進出
- 2024年 2回戦進出

#### 河口
- 2006年 R-1ぐらんぷり2006 2回戦進出
- 2007年 R-1ぐらんぷり2007 2回戦進出

### その他賞レース
- 2001年 ワッハ上方アマチュア演芸コンクール ワッハ上方大賞
- 2001年 生田神社漫才コンテスト 大賞
- 2004年 第4回新人お笑い尼崎大賞 奨励賞
- 2005年 第5回新人お笑い尼崎大賞 大賞（弓川のみ、4人組ユニット「12ch」として）
- 2013年 第2回関西演芸しゃべくり話芸大賞 準グランプリ
- 2024年 ザ・細かすぎて伝わらないモノマネ2024冬 優勝（河口は初出場初優勝）

## 出演

### テレビ
- わらいのちから（ケーブルウエスト）
- 花影忍法帳コミ☆トレ（2010年、NHK教育）第28回 - のぶお、あきら役
- サタネプ☆ベストテン（2011年10月29日、TBS系）超美人なのに超不幸な芸人妻ベスト10（河口の嫁がランクイン）
- ワラッタメ天国（フジテレビ）キャッチコピーは「感電注意!!」
  - 過去最高タメ点（50点満点中49点）を記録している

- オンバト+（NHK）戦績3勝2敗 最高489KB
- ふれあいまっしょい（洛西ケーブルビジョン）
- とんねるずのみなさんのおかげでした「博士と助手〜細かすぎて伝わらないモノマネ選手権〜」（フジテレビ）（※弓川のみ）
  - 第21回、第22回および第3回紅白モノマネ合戦に出場。
- 連続テレビ小説（NHK、※弓川のみ）
  - カムカムエヴリバディ
    - 第52回（2022年1月14日） - ダグラスの店主役
    - 第105回（2022年3月30日） - バーテンダー役

  - ブギウギ 第31回 - 第33回（2023年11月13日 - 11月15日） - バルボアのマスター役

### ラジオ
- ボルトボルズと鈴木ひろしの週刊ラジパゴス（ラジオ大阪、2013年）
- ボルトボルズのアゲアゲボルテージ（ラジオ大阪、2013年10月 - 、毎週火曜日24:00 - 24:30）
- ラジオ演芸もん（朝日放送ラジオ、2018年7月15日・22日）上述の小川恵理子がおすすめする芸人「演芸もん」として出演。